# Orhan Erdemir
Orhan Erdemir (Isztambul, 1963. június 29. –) török nemzetközi labdarúgó-játékvezető.

## Pályafutása

### Nemzeti játékvezetés
Fiatalabb korában labdarúgó volt a játékvezetésből 1985-ben vizsgázott, 1994-ben lett az I. Liga játékvezetője. Az aktív nemzeti játékvezetéstől 2005-ben vonult vissza.

### Nemzetközi játékvezetés
A Török labdarúgó-szövetség Játékvezető Bizottsága (JB) terjesztette fel nemzetközi játékvezetőnek, a Nemzetközi Labdarúgó-szövetség (FIFA) 1999-től tartotta nyilván bírói keretében. Több nemzetek közötti válogatott és klubmérkőzést vezetett. A török nemzetközi játékvezetők rangsorában, a világbajnokság-Európa-bajnokság sorrendjében többedmagával a 11. helyet foglalja el 3 találkozó szolgálatával. Az aktív nemzetközi játékvezetéstől 2002-ben a FIFA 45 éves korhatárát elérve búcsúzott. Válogatott mérkőzéseinek száma: 5.

#### Világbajnokság

##### U20-as labdarúgó-világbajnokság
Luxemburg rendezte a 2001-es ifjúsági labdarúgó-világbajnokságot, ahol a FIFA JB bíróként alkalmazta
| Időpont          | Helyszín                                  | Mérkőzés típusa              | Mérkőzés         | Eredmény | Nézők száma |
| ---------------- | ----------------------------------------- | ---------------------------- | ---------------- | -------- | ----------- |
| 2001. június 18. | Newell's Old Boys Stadion, Rosario        | csoportmérkőzés (D. csoport) | Japán–Ausztrália | 0 : 2    | 5 000       |
| 2001. június 28. | José María Minella Stadion, Mar del Plata | egyik nyolcaddöntő           | Ghána–Ecuador    | 1 : 0    | 11 000      |

---
A világbajnoki döntőhöz vezető úton Dél-Koreába és Japánba a XVII., a 2002-es labdarúgó-világbajnokságra a FIFA JB bíróként alkalmazta.

##### Selejtező mérkőzés
| Időpont           | Helyszín                          | Mérkőzés típusa           | Mérkőzés              | Eredmény | Nézők száma |
| ----------------- | --------------------------------- | ------------------------- | --------------------- | -------- | ----------- |
| 2000. október 11. | Darius ir Girenas Stadion, Kaunas | előselejtező (8. csoport) | Litvánia–Magyarország | 1 : 6    | 498         |
| 2001. október 6.  | Gelredome Stadion, Arnhem         | előselejtező (2. csoport) | Hollandia–Andorra     | 4 : 0    | 20 000      |

#### Európa-bajnokság
Az európai-labdarúgó torna döntőjéhez vezető úton Portugáliába a XII., a 2004-es labdarúgó-Európa-bajnokságra az UEFA JB játékvezetőként foglalkoztatta.

##### Selejtező mérkőzés
| Időpont           | Helyszín                    | Mérkőzés típusa            | Mérkőzés      | Eredmény | Nézők száma |
| ----------------- | --------------------------- | -------------------------- | ------------- | -------- | ----------- |
| 2002. október 12. | Qemal Stafa Stadion, Tirana | előselejtező (10. csoport) | Albánia–Svájc | 1 : 1    | 15 000      |

#### Nemzetközi kupamérkőzések

##### UEFA-bajnokok ligája
| Időpont           | Helyszín                           | Mérkőzés típusa           | Mérkőzés                         | Eredmény |
| ----------------- | ---------------------------------- | ------------------------- | -------------------------------- | -------- |
| 1967. október 28. | Poljudska Ljepotica Stadion, Split | második kör (2. mérkőzés) | HNK Hajduk Split–Ferencvárosi TC | 0 : 0    |